# Ambrosio de Morales
Ambrosio de Morales (Córdoba, España, 1513 - Córdoba, 21 de septiembre de 1591) fue un fraile jerónimo español que destacó como humanista, historiador y arqueólogo, además de ser catedrático de retórica en la Universidad de Alcalá y cronista de Castilla en 1563.

## Familia
Fue hijo del doctor Antonio de Morales, catedrático de Filosofía moral y Metafísica de la Universidad de Alcalá, y de Mencía de Oliva; tuvo varios hermanos: Cecilia (madre del obispo Antonio Ruíz de Morales y Molina), Andrea, Jerónimo y Agustín. 

## Vida académica
Cursó sus estudios en la Universidad de Salamanca junto a su tío, el famoso humanista Fernán Pérez de Oliva, que era catedrático y rector de esa Universidad; de hecho, corrigió y editó la obra de este. Morales fue discípulo de Melchor Cano y se interesó por la lingüística, ya que compuso un Discurso sobre la lengua castellana. En 1531, muerto su tío, regresó a Córdoba y en 1533 profesó en la Orden Jerónima en el monasterio de Valparaíso tomando el nombre de Ambrosio de Santa Paula. Fue ordenado sacerdote y enseñó como catedrático de retórica en la Universidad de Alcalá a partir de 1550, donde fue maestro y amigo, entre otros, de Benito Arias Montano.

## Historiador

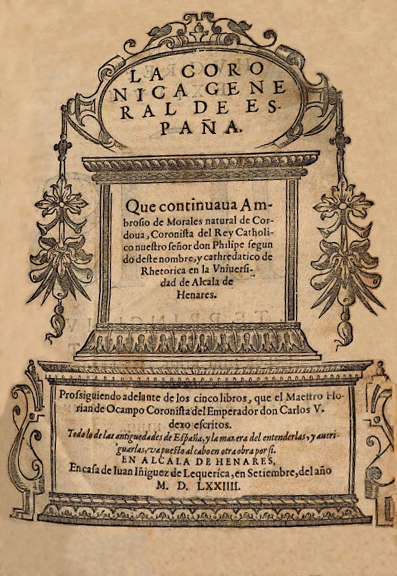
La coronica general de España (Alcalá de Henares, 1574)

Hacia 1559 recibe Morales los primeros encargos de la monarquía. Felipe II le designó en 1572 para realizar un viaje de estudio por los reinos de León, Galicia y Asturias, viaje del que escribió una relación, titulada Viage de Ambrosio de Morales por orden del Rey D. Phelippe II a los Reynos de León, y Galicia y Principado de Asturias; en el curso de este viaje fue reuniendo reliquias, libros, documentos, objetos y manuscritos que salvó para las colecciones reales del monasterio de El Escorial. Pero, no contento con ello, persuadió al mismo rey para que ordenase la realización de unas Relaciones sobre la historia y topografía de los pueblos de España basadas en respuestas a unos cuestionarios diseñados por él en que se solicitaban, entre otros, datos toponímicos, arqueológicos, históricos y eclesiásticos. Las respuestas o Relaciones, que se han conservado, se compendiaron en ocho volúmenes que ofrecen una auténtica radiografía de la España de la época, y muchos de sus datos sirvieron para sus obras históricas, así como las informaciones que obtuvo de colaboradores preparados rigurosamente sobre cuestiones históricas y antigüedades, como Juan Fernández Franco, Antonio Agustín, André de Resende o Jerónimo Zurita. De este último en particular defendió los Anales de la Corona de Aragón contra los ataques de Santa Cruz; con ese cometido escribió su Apología de los Anales.

## Arqueólogo
Nombrado cronista de Castilla en 1563, empezó a estudiar las fuentes para realizar mejor su labor, y en esta función se muestra innovador al utilizar por primera vez datos arqueológicos extraídos de testimonios no escritos como medallas, inscripciones, monumentos, etc. Continuó la Crónica de Florián de Ocampo y redactó un valioso trabajo arqueológico, Antigüedades de las ciudades de España (1575), cuyo hilo conductor es la historia arqueológica de los lugares citados en la Crónica de Ocampo. Hizo también un Discurso sobre las antigüedades de Castilla y editó los libros de su tío Fernán Pérez de Oliva agregándoles 15 Discursos propios.

## Otros destinos
En 1567 es designado como procurador en el proceso de canonización de fray Diego de Alcalá. Un año después, actuó de juez en uno de los certámenes celebrados con ocasión de las fiestas conmemorativas del traslado desde Huesca a Alcalá de las reliquias de los mártires Justo y Pastor. A partir de 1578 se instaló en El Puente del Arzobispo, después de su nombramiento, en 1577 por el cardenal y arzobispo de Toledo Gaspar de Quiroga como vicario y administrador de los hospitales de la localidad; pero pronto, por problemas de salud, regresó a Córdoba en 1582, donde residió hasta su muerte.

## Método, forma y contenido de su obra

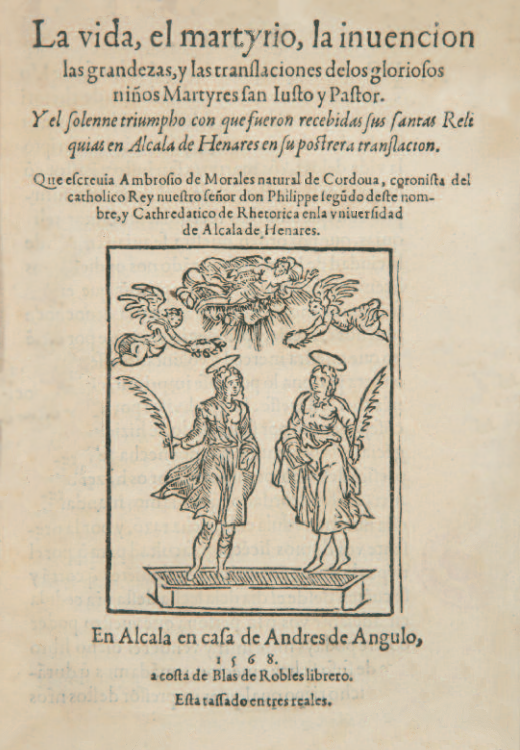
Niños Martyres San Iusto y Pastor (Alcalá, 1568).

Su continuación de la Crónica iniciada por Florián de Ocampo posee un espíritu muy diferente, ya que en ella se percibe el estricto rigor científico que le falta a aquel y examina meticulosamente las fuentes de información; dedicó toda su vida al estudio de la historia de España, desde antes incluso de ser nombrado cronista oficial en 1563. Morales visitó los lugares de los hechos que narra en busca de una información más directa y utiliza informaciones epigráficas. Y no se limita a referir los hechos, sino que procura contextualizarlos ofreciendo una información más amplia sobre el periodo estudiado, que incluye las costumbres, el arte, la lengua, la economía y otros temas. Por ello resulta en conjunto un autor muy moderno. Su pecado es que no es especialmente afortunado en el estilo, pues sacrifica la belleza de la forma a la precisión del contenido.

### Publicaciones
- 1559: Prisión del Arzobispo de Toledo D. Fray Bartolomé Carranza.
- 1568: La vida, el martyrio, la inuención, las grandezas y las translaciones de los gloriosos niños Martyres San Iusto y Pastor.[2]
- 1574: De Cordubae urbis origine situ et antiquitate.[3]
- 1574: La coronica general de España.[4]
- 1575: Las antigvedades de las civdades de España.[5]
- 1577: Los otros dos libros vndecimo y dvodecimo de la coronica general de España.[6]
- 1584: Discurso de la verdadera descendencia del glorioso doctor Santo Domingo y como tuvo su origen de la ilustrísima casa de Guzmán.
- 1586: Los cinco libros postreros de la coronica general de España.[7]
- Memoria sanctorum qui orti sunt in in Hispania vel alibi nati eorum corpora in eadem Provincia seu Regione fæliciter requiescunt....
- Opúsculos.[8][9][10][11][12][13][14]
- Relación del viage que Ambrosio de Morales, cronista de Su Magestad, hizo por su mandado, el año de 1572 en Galicia y Asturias.